# My Boyfriend's Back (canción)
«My Boyfriend's Back» fue una canción exitosa en 1963 del girl group estadounidense The Angels. Fue escrito por el equipo de composición de Bob Feldman, Jerry Goldstein y Richard Gottehrer (akk FGG Productions quien más tarde formó el grupo The Strangeloves). La grabación, empleando los servicios del baterista Gary Chester, fue originalmente concebida como una maqueta para The Shirelles, pero terminó siendo lanzada como grabada. El sencillo pasó tres semanas en el número uno en el Billboard Hot 100 y alcanzó el número dos en el R&B Billboard.
La canción es una palabra de advertencia para un posible pretendiente que, después de que la narradora de la canción rechazara sus avances, pasó a difundir desagradables rumores que acusan la narradora de indiscreciones románticas. Ahora, declara la narradora, su novio está de vuelta en la ciudad y listo para pagar el puntaje, y ella le dice al pretendiente desalentado que cuide su espalda.
Otros músicos en el disco incluyen a Herbie Lovelle en la batería, Billy Butler, Bobby Comstock y Al Gorgoni en la guitarra, y Bob Bushnell sobregrabando en un bajo eléctrico y contrabajo. Esta canción también presenta una sección de bronce también.
La canción comienza con una recitación pronunciada del cantante principal que dice: «Se fue, y tú esperabas, y me molestabas todas las noches. Y cuando no salía contigo, dijiste cosas que no eran muy agradables».
La versión del álbum, que ha aparecido en algunas compilaciones en estéreo, presenta la línea: «Hola. Puedo verlo venir / Ahora será mejor que empieces a correr», antes de la repetición instrumental de la sección del puente y una repetición de una estrofa del estribillo, antes de la sección de la coda, cuando la canción se desvanece.
La inspiración para la canción fue cuando el coguionista Bob Feldman escuchó por casualidad una conversación entre una niña de secundaria y el chico al que rechazaba.
Billboard nombró a la canción en el puesto 24 en su lista de «Las 100 mejores canciones de girl groups de todos los tiempos».

## Versiones, parodias y referencias
«My Boyfriend's Back» ha sido el tema de varias versiones destacadas.
Los girl groups rivales The Chiffons y Martha and the Vandellas grabaron versiones poco después del lanzamiento original de The Angels. En 1983, Melissa Manchester lanzó una versión fiel como sencillo que alcanzó el número 33 en la lista Adult Contemporary. La canción también fue versionada por la exconcursante de American Idol, Paris Bennett, en su álbum de 2007 Princess P.
Más tarde, en 1963, Bobby Comstock y The Counts publicaron un informe de respuesta titulado «Your Boyfriend's Back», que alcanzó su punto máximo en el número 98 en los Estados Unidos.
Bette Bright and the Illuminations lanzaron una versión en 1978 como su sencillo debut.
La canción aparece en el musical galardonado con el Premio Tony de 2006, Jersey Boys. También apareció en el programa de televisión estadounidense American Dreams, donde fue cantada por la cantante de pop cristiano Stacie Orrico, respaldada por las estrellas de la serie Brittany Snow y Vanessa Lengies.
Se realizó una versión de la banda australiana The Chantoozies presentada en la película The Crossing (1990).
La canción fue parodiada por Bob Ricci en su álbum debut Get a Life como «My Girlfriend's Back».
Sarah Brightman lanzó una versión de la canción en un sencillo en 1981.
La canción figuró prominentemente en 1989 para el telefilme My Boyfriend's Back, que presentó a Jill Eikenberry, Sandy Duncan y Judith Light como exmiembros de un grupo de chicas ficticias, The Bouffants.

## Listas
| Lista (1963)                               | Posición más alta |
| ------------------------------------------ | ----------------- |
| Estados Unidos (Billboard)                 | 1                 |
| Estados Unidos (Billboard Hot R&B Singles) | 2                 |
| Reino Unido (UK Singles Chart)             | 50                |